# Zuzana Roithová

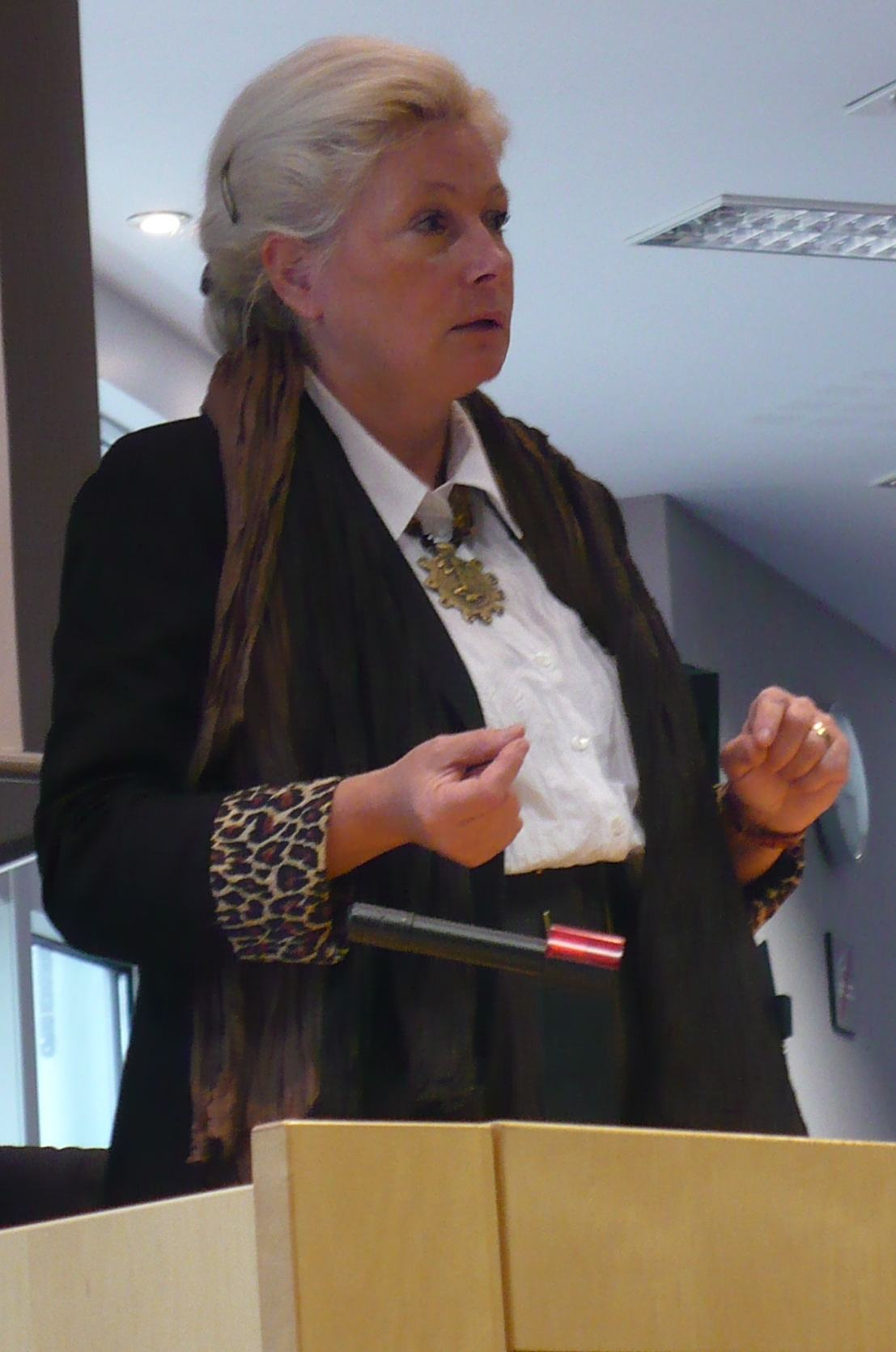
Zuzana Roithová.

Zuzana Roithová (n. el 30 de enero de 1953 en Praga, Checoslovaquia) es una política checa y miembro del Parlamento Europeo por la Unión Cristiano Demócrata - Partido Popular Checoslovaco, que forma parte del Partido Popular Europeo. Es vicepresidenta de la Comisión del Parlamento Europeo de Mercado Interior y Protección del Consumidor, un sustituto a la Comisión de Derechos de la Mujer e Igualdad de Género y miembro de la Delegación para las Relaciones con los Países de América Central.
Fue candidata a las elecciones presidenciales de la República Checa de 2013. En la primera ronda de las elecciones celebradas en enero de 2013, se colocó sexta con 4,95% (255 045 votos). Por lo que no clasificó para la segunda ronda.
Anteriormente ha servido como Ministra de Salud, Senadora y como Presidenta del Movimiento Europeo en la República Checa.
Ella es signataria de la Declaración de Praga sobre Conciencia Europea y Comunismo y el comunismo y un miembro del Grupo de Conciliación de Historias Europea.